# Fantastic Four (pel·lícula de 2015)
4 Fantàstics (títol original anglès: Fantastic Four, estilitzada com a Fant4stic en materials promocionals) és una pel·lícula estatunidenca basada en l'equip de superherois de Marvel Comics del mateix nom, que es va estrenar el 2015. És un reinici dels Quatre Fantàstics, així mateix és la tercera i última pel·lícula de la franquícia a ser produïda i distribuïda per 20th Century Fox. La pel·lícula està dirigida per Josh Trank, qui coescribió el guió amb Jeremy Slater i Simon Kinberg, i protagonitzada per Miles Teller, Kate Mara, Jamie Bell, Michael B. Jordan i Toby Kebbell. El rodatge de la pel·lícula va començar el 5 de maig de 2014 a Baton Rouge, Louisiana i va durar 2 mesos. Insatisfets amb la producció, els executius de Fox van manar a realitzar regrabaciones que van tenir lloc el gener de 2015. La pel·lícula tenia previst el seu llançament pel 19 de juny de 2015, però el 18 de setembre de 2014 es va anunciar que la pel·lícula es va posposar pel 7 d'agost.
La pel·lícula tracta de quatre persones que es tele-transporten a un univers alternatiu, que altera la seva forma física i els atorga noves habilitats, han d'aprendre a aprofitar les seves habilitats i treballar junts com un equip per salvar a la Terra d'un enemic conegut.
4 Fantàstics es va estrenar als cinemes Williamsburg a la ciutat de Nova York el 4 d'agost de 2015 i es va estrenar el 7 d'agost als Estats Units. La pel·lícula va ser criticada universalment després del seu llançament, amb crítiques dirigides al seu guió, direcció, falta d'humor, to ombrívol, infidelitat al seu material d'origen, efectes visuals, edició entretallada, falta de dinàmica entre els personatges principals, i el ritme, encara que alguns van elogiar els esforços de l'elenc; molts van considerar el material d'origen malgastat. També va ser una bomba de taquilla, recaptant USD 168 milions a tot el món contra un pressupost de producció d'USD 155 milions i perdent fins a USD 100 milions. A la 36a edició dels Premis Golden Raspberry, va guanyar en les categories de Pitjor director, Pitjor precuela, remake, estafa o seqüela i la Pitjor pel·lícula (aquest últim lloc empatat amb Cinquanta Ombres de Grey) també va ser nominada per la Pitjor parella en pantalla i Pitjor guió. La pel·lícula va ser l'última de la franquícia produïda per Fox abans que Marvel Studios recuperés els drets.

## Argument
Els amics de la infància, Reed Richards i Ben Grimm han treballat junts en un prototip de teletransportador des de joves, eventualment atraient l'atenció del professor Franklin Storm, director de la Fundació Baxter, un institut d'investigació patrocinat pel govern per a joves prodigis. Reed és contractat per unir-se a ells i ajudar els fills de Storm, la científica Sue Storm i el tècnic Johnny Storm, a completar una "porta quàntica" dissenyada pel protegit de Storm, Victor von Doom.
L'experiment va ser reeixit, i el supervisor de la instal·lació, el Dr. Allen, planeja enviar un grup de la NASA per aventurar-se en una dimensió paral·lela coneguda com a "Planeta Zero". Decebuts en ser-los negada l'oportunitat d'unir-se a l'expedició, Reed, Johnny i Víctor, juntament amb Ben, utilitzen la Porta Quàntica per embarcar-se en un viatge no autoritzat al Planeta Zero, el qual aprenen que és un món ple de substàncies desconegudes. Víctor intenta tocar la substància amb l'aparença de lava verda, la qual pel que sembla és energia pura i vibrant. Però en fer-ho, la substància canvia bruscament i el sòl que estan dempeus entra en una violenta erupció. Reed, Johnny i Ben tornen al seu transbordador però el mateix sofreix una falla, just quan Sue els porta de tornada a la Terra i Víctor és aparentment assassinat després de caure en el paisatge colapsante. La Porta Quàntica esclata destruint el laboratori, alterant a Reed, Sue, Johnny i Ben en un nivell genètic i atorgant-los habilitats sobrehumanas més enllà del seu control: Reed pot estirar-se com a elàstic, Susan pot tornar-se invisible i generar escuts de força, Johnny pot engolir tot el seu cos en foc i volar, i Ben es transforma completament en una criatura feta de roca del Planeta Zero, que li dona força sobrehumana i durabilitat extrema. Després són posats sota custòdia del govern per ser estudiats, a causa de la seva naturalesa ara perillosa, i comencen a descobrir i controlar les seves habilitats. Culpant-se per l'accident, Reed s'escapa de la instal·lació i tracta de trobar una cura per als seus canvis.
Un any més tard, Reed és ara un fugitiu i ha construït un vestit que li ajuda a controlar la seva capacitat. Amagat a Amèrica Central, és finalment trobat pels militars dels Estats Units amb l'ajuda de Sue i capturat per Ben, que s'ha convertit en un actiu militar juntament amb Johnny i Sue. Johnny i Sue han estat equipats amb vestits especialitzats dissenyats per ajudar-los a controlar les seves habilitats. Reed és portat a l'Àrea 57, on el Dr. Allen ho recluta en la reconstrucció de la Porta Quàntica a canvi de donar a Reed els recursos per trobar una cura. En arribar al Planeta Zero, els exploradors del Dr. Allen troben a Víctor, qui ha estat fusionat amb el seu vestit espacial i ara posseeix immenses habilitats telequinéticas, producte d'haver absorbit l'energia del planeta. La missió és avortada i els ordenen als científics portar-ho de tornada a la Terra. No obstant això, creient que la raça humana necessita ser destruïda per poder reconstruir el Planeta Zero a la seva imatge, Victor deslliga els seus poders i mata sense pietat als científics i soldats de la base, incloent al Dr. Allen i al Professor Storm, i torna al Planeta Zero usant la Porta Quàntica. Ben, Johnny, Reed, i Sue, després de descobrir les seves intencions, surten en la seva persecució.
Ara, referint-se a si mateix com "Doom", Victor activa un portal al Planeta Zero usant la Porta Quàntica i comença a consumir el paisatge de la Terra usant una estructura que va crear a partir de les formacions rocoses al Planeta Zero. S'enfronta als quatre i, després d'una curta però intensa batalla, Ben copeja a Doom i ho llança cap al raig d'energia del portal, desintegrant-ho, mentre Johnny tanca el portal. En tornar, descobreixen que totes les instal·lacions i fins i tot poblacions properes van desaparèixer del mapa, com a conseqüència de la gegantesca atracció gravitacional del portal.
En tornar a la Terra, el grup és recompensat per l'exèrcit nord-americà pel seu heroisme en rebre una nova base d'operacions coneguda com a "Ciutat Central" per estudiar les seves habilitats i sense la interferència del govern. Així, decideixen utilitzar els seus poders per ajudar a la gent i nomenats com "Els 4 Fantàstics".

## Repartiment
- Miles Teller com a Reed Richards/Mr. Fantàstic

Un estudiant prodigi que ajuda a aixecar el projecte del viatge interdimensional i que desenvolupa la capacitat d'estirar el seu cos i cada part d'ell com un material elàstic. Sobre el personatge el director de la pel·lícula, Josh Trank va comentar: "De debò que volia explicar la història del jove Reed Richards"
- Kate Mara com a Susan Storm/Dona Invisible

Fillastra del Dr. Storm i germanastra de Johnny Storm. Posseeix la capacitat si es fes invisible i pot generar camps de força. Originalment Mara va buscar els còmics dels 4 fantàstics com a inspiració per al seu personatge però el director la va convèncer de no fer-ho, des que la pel·lícula no estava basada en cap còmic en particular. Trank va comentar del personatge: "Sempre han existit dues categories de Sue-la versió de secretària promíscua i aquesta brillant versió científica. Aquesta és una versió molt, molt llesta de Sue, i una que té dignitat i integritat."
- Michael B. Jordan com a Johnny Storm/Torxa Humana

El problemàtic fill del Dr. Storm i germanastre de Sue. L'eventualment desenvolupa la capacitat per encendre el seu cos en flames. Jordan ja havia treballat amb anterioritat amb Trank en la pel·lícula del 2012, Chronicle. Sobre la selecció de Jordan en el paper de Johnny Storm i la seva notable diferència de raça amb la versió original del personatge, Trank va revelar: "Vaig creure que seria molt interessant prendre la dinàmica familiar dels Storm i portar-la a termes més moderns del que considerem normal. Vaig tenir una família mixta en la meva pròpia família i això és alguna cosa que ja no està fora de l'ordinari però no ho veiem interpretat en la realitat casual de les pel·lícules, és alguna cosa que vaig pensar que seria interessant i difícil, tenir germans mixts".
- Jamie Bell com a Ben Grimm/La Cosa

Amic de la infància de Reed i considerat com el "múscul". Ben eventualment desenvolupa una pell coberta de roca i una força i resistència sobrehumanas. A diferència de la franquícia antecessora en la qual es va utilitzar maquillatge per a la creació del personatge, aquí l'aparença de The Thing va ser creada per complet per computadora amb algunes parts de Bell exposades com els seus ulls. Sobre el personatge, Trank va comentar: "La idea de tenir a Ben com el millor amic de Reed és una forma molt arquetípica, vols que tingui el carisma i força que Jaime Bell té".
- Toby Kebbell com a Victor Von Doom/Dr. Doom

Un geni prodigi com Richards que també va al viatge interdimensional amb l'i juntament amb Johnny Storm i Ben Grimm. Posseeix una armadura que està adherida a la seva pell tornant-se pura energia, però en ser poderós, desitja tenir un propòsit en la vida de governar al món amb poder en ser malvat.
- Reg E. Cathey com a Dr. Franklin Storm

Pare de Johnny i Susan Storm i director de la Fundació Baxter. En l'escena, és assassinat per Doom.
- Tim Blake Nelson com Harvey Allen

Un ciéntífico i supervisor de la instal·lació i soci amb el Dr. Franklin Storm, i treballant per al govern en voler usar als 4 com a armes de defensa. També és assassinat per Doom abans que el Dr. Storm.

## Desenvolupament
L'agost de 2009, 20th Century Fox va anunciar un reinicio de la franquícia cinematogràfica dels Quatre Fantàstics, cancel·lant el tercer lliurament i el spin-off de Silver Surfer. Akiva Goldsman va ser contractat com a productor i Michael Green com a guionista. Al juliol de 2012, Josh Trank va ser contractat com a director i Jeremy Slater com a guionista. Al febrer de 2013, Matthew Vaughn es va adjuntar a la pel·lícula com a productor. El juny de 2013, Seth Grahame-Smith va ser contractat per polir el guió de la pel·lícula. Segons el consultor Mark Miler, la pel·lícula anava a tenir lloc en el mateix univers que la sèrie de pel·lícules de X -Men. A l'octubre de 2013, Simon Kinberg va ser contractat per coescribir i produir la pel·lícula. Al maig de 2014, Simon Kinberg va contradir l'anterior declaració de Miler sobre la sèrie de pel·lícules de X-Men, en dir que la pel·lícula és una celebració de tots els còmics de Els 4 Fantàstics i va agregar que Trank tenia una visió perquè la pel·lícula fos més humanista, més emocional, i una mica més dramàtica en comparació de les pel·lícules anteriors.

## Càsting
Al febrer de 2014, es va revelar que Michael B. Jordan interpretaria a Johnny Storm/Torxa Humana el que ha generat dures crítiques dels fidels al còmic per no respectar la raça del personatge i fer que no sigui germà de sang de Sue, al que Josh Trank va respondre farruco que la gent veuria la pel·lícula igualment. Kate Mara va ser triada com Sue Storm/Dona Invisible. Al març, Toby Kebbell va ser llançat com el Doctor Doom i Miles Teller va confirmar que anava a retratar a Reed Richards / Mr. Fantàstic i a més de confirmar Jamie Bell havia estat triat com Ben Grimm/La Mola.

## Rodatge
El rodatge de la pel·lícula es va perllongar durant 72 dies, va començar el 5 de maig de 2014 al Centre de Premsa cèltica en Baton Rouge, Louisiana i va acabar el 23 d'agost de 2014. Inicialment es va planejar que es rodaria en Vancouver, Canadà, però es va traslladar a Louisiana a causa dels incentius fiscals a la producció cinematogràfica de l'Estat.

## Màrqueting
El teaser trailer de 4 Fantàstics va ser llançat el gener de 2015, donant com a resultat una resposta en general positiva. Graeme McMillan de The Hollywood Reporter va donar al tràiler una crítica positiva, afirmant que es tracta d'un «sorprenentment fort pas en l'adreça correcta per a una adaptació fidel d'una propietat sovint problemàtic». Abraham Joseph Riesman de New York's Vulture també va respondre al tràiler de forma positiva, dient que la pel·lícula «podria ser la més innovadora i amb tonalitat única pel·lícula de superherois marquesina». No obstant això, els corresponsals per Newsarama va assenyalar que no hi havia «res» en el tràiler per caracteritzar-ho com basada en els Quatre Fantàstics, sensació de que podria haver-hi fàcilment haver estat un substitut de pel·lícules similars ciència-ficció com Interestel·lar, de 2014. El tràiler es va convertir en el més vist en la història de la 20th Century Fox, superant l'anterior rècord, de 2014 amb el tràiler de X-Men: Dies del Futur Passat.
El segon tràiler de la pel·lícula va ser estrenada a l'abril de 2015. Sean O'Connell de CinemaBlend crida el tràiler «increïble» i va dir que «fa un treball molt millor de la creació dels rols de cadascun». Drew McWeeny d'HitFix va dir que la pel·lícula «sembla que va ser abordat amb intenció seriosa» i que l'escala «se sent positivament íntim». En el mateix mes, l'elenc va assistir a CinemaCon per presentar imatges de la pel·lícula, que també va generar crítiques positives. Al juliol de 2015, Trank, Kinberg i membres del repartiment Teller, Jordània, Mara, Bell i Kebbell van assistir a Sant Diego Comic-Amb International 2015 per presentar un nou tràiler de la pel·lícula. Chris Cabina de Collider.com descriu el tràiler com a «estimulant».

## Premis i nominacions
| Premi                   | Categoria                  | Nominats                                                                             | Resultat   | Ref.   |
| ----------------------- | -------------------------- | ------------------------------------------------------------------------------------ | ---------- | ------ |
| Premis Golden Raspberry | Pitjor pel·lícula          | Simon Kinberg, Matthew Vaughn, Hutch Parker, Robert Kulzer, Gregory Goodman          | Guanyadora | [ 14 ] |
| Premis Golden Raspberry | Pitjor parella en pantalla | Tots els 4 "Fantàstics" (Miles Teller, Michael B. Jordan, Kate Mara, and Jamie Bell) | Nominada   | [ 14 ] |
| Premis Golden Raspberry | Pitjor remake o seqüela    | Simon Kinberg, Matthew Vaughn, Hutch Parker, Robert Kulzer, Gregory Goodman          | Guanyadora | [ 14 ] |
| Premis Golden Raspberry | Pitjor guió                | Jeremy Slater, Simon Kinberg and Josh Trank                                          | Nominada   | [ 14 ] |
| Premis Golden Raspberry | Pitjor director            | Josh Trank                                                                           | Guanyador  | [ 14 ] |

## Recepció

### Crítica
La pàgina web Rotten Tomatoes, li ha donat a la pel·lícula un percentatge de 9%, basada en 197 crítiques, amb un puntaje de 3,4/10. En Metacritic, la pel·lícula té un puntaje de 27 sobre 100, basat en 40 crítiques, «generalment desfavorables».
Brian Lowry de Variety va comentar: «[Les pel·lícules anteriors dels 4 fantàstics] no van aconseguir triomfar excessivament. Encara aquesta recent versió, amb un elenc significativament més jove (estic temptat a cridar-ho "Els quatre fantàstics de secundària"), aclareix aquest límit, amb prou feines aconsegueix, reimaginar l'origen del quartet sense millorar-los conspícuament. Dit això, la pel·lícula se sent com un teaser perllongat per a una seqüela més emocionant, depenent si a l'audiència li agrada aquest lliurament més discret, podria no ocórrer mai». Alonso Duralde de The Wrap va argumentar: «Els quatre fantàstics ofereix centelleigs de coses bones en camí– però solament després que l'audiència s'ha retirat d'una altra decebedora història d'origen– El director Josh Trank, la pel·lícula del qual de debut Chronicle va donar un enginyós gir a les tropes de superherois, ha ajuntat a un quartet d'encantadores i carismàtiques interpretacions i les deixa encallades en una miasma d'explosió i escenaris que enfonsen la pel·lícula. S'usa tant temps per col·locar les peces que amb prou feines queda temps per jugar amb elles».
Escrivint per a "Cooming Soon" Edward Douglas va comentar: «Mentre que gairebé totes les persones desastroses no semblen entusiasmades o esperançades, els quatre fantàstics va haver d'i va poder haver estat millor perquè hi havia potencial en algunes de les seves millors idees. En el seu lloc, acaba sent una justa pel·lícula estàndard de superherois, que fa pensar que tal vegada els quatre fantàstics no estan destinats per ser pel·lícules de live action». Todd McCarthy de The Hollywood Reporter va escriure: «Els quatre fantàstics se sent com un avanç de 100-minuts per a una pel·lícula que mai ocorre. En aquest punt del sempre expansible joc de superherois, li correspon a qualsevol cineasta que s'involucri tenir almenys una presa fresca dels seus personatges i materials, però aquesta [pel·lícula de Marvel] prova ser bojament simple i poc creativa, les regnes han estat col·locades al director i co-escriptor Josh Trank, la presentació prèvia del qual va ser el thriller "documental" de 2012 Chronicle. Desafortunadament, no hi ha un entusiasme juvenil o sentit de la reinvenció evident en aquesta excursió». Per la seva banda Emma Dibdin de Digital Spy va dir: «En la llum dels mals rumors, és difícil no sentir-se apesarat pel producte acabat, que és una reculada inofensiva i afectuosament caricaturesco d'una més simple pel·lícula de còmics moderna. Però ja sigui qualsevol força que els quatre fantàstics tingui, no se sent com una pel·lícula dirigida per Trank (que va fer un cridaner debut amb la pel·lícula anti-superherois de 2012 Chronicle) o si és que a algú li importa. És una confusa i no desenvolupada història d'origen que se seper a d'una aventura lleugera amb cor a un to més pesat, seriós i realista que no s'ha guanyat». Tim Grierson de Screen Daily comento: «Després de batallar mesos de mals rumors sobre una producció problemàtica i la necessitat de realitzar noves filmacions, els quatre fantàstics emergeix com un animal ferit d'una pel·lícula de superherois, només mostrant cops d'ull de la més fosca, i emocional cria de Marvel intenta ser. Certament, el reinicio de Fox manca de la irreverència de la versió del 2005 i la seva seqüela, ambdues dirigides per Tim Story, però el cineasta de Chronicle Josh Trank lluita per equilibrar una història d'origen, mediocre acció d'historietes, i una tibant metàfora sobre les famílies disfuncionales. Un bon elenc liderat per Miles Teller acaba empassat per una narrativa que es torna més confusa i tediosa».

## Continuació
Abans que Fantastic Four comencés a rodar-se, 20th Century Fox va anunciar plans per a una seqüela confirmant la seva data d'estrena el 14 de juliol de 2017. Fox va reprogramar l'estrena al 2 de juny de 2017 en prendre en el seu lloc la guerra del planeta dels simis. L'estrena va ser reprogramada pel 9 de juny del 2017 a causa de la seva proximitat amb l'estrena de Star Wars: Episodi VIII - Els últims Jedi el 27 de maig de 2017.
Com que Fantastic Four havia tingut una baixa recaptació en taquilla i amb crítiques negatives la seqüela comença a estar en ple dubte, Pamela McClintock de The Hollywood Reporter va comentar que «llançava el dubte de si Fox continuaria amb una seqüela». Phil Hoad de The Guardian va dir que seria «interessant» de veure si Fox procedia amb la seqüela i si mantenia el to «realista intacte». Doncs de no produir la seqüela, els drets serien revertits a Marvel Studios. malgrat els resultats, al setembre de 2015 es va informar que 20th Century Fox segueix planejant a produir una seqüela, amb el productor Simon Kinberg treballant en el projecte. Drew McWeeny de HitFix va comentar que la pel·lícula no podria estar llista per a una estrena en el 2017, Fox intentaria salvar a la franquícia en treballar amb la versió definida de Trank i intenta ajustar-se a ella. Kate Mara, no obstant això va argumentar que una seqüela era improbable, malgrat expressar interès a tornar en el seu paper de Sue Storm.
Al novembre de 2015 Fox va eliminar oficialment la seqüela de la seva data d'estrena en el 2017.
Després de la compra de 21st Century Fox per Walt Disney Company, els drets dels personatges al costat dels X-Men han tornat a Marvel Studios i s'espera una pel·lícula d'aquests personatges per a la Fase 4 de Marvel a principis del 2022.